# Biserica „Sfântul Elian” din Homs
Biserica „Sfântul Elian” din Homs este o biserică din Homs (Siria). Biserica a fost fondată în anul 432. În perioada 1969-1970, biserica a fost renovată. În prezent, frescele sunt completate cu noi fresce pictate de doi romani iconografi.